# Ukraine NOW
 (février 2022).
La mise en forme du texte ne suit pas les recommandations de Wikipédia : il faut le « wikifier ».
Les points d'amélioration suivants sont les cas les plus fréquents :
- Les titres sont pré-formatés par le logiciel. Ils ne sont ni en capitales, ni en gras.
- Le texte ne doit pas être écrit en capitales (les noms de famille non plus), ni en gras, ni en italique, ni en « petit »…
- Le gras n'est utilisé que pour surligner le titre de l'article dans l'introduction, une seule fois.
- L'italique est rarement utilisé : mots en langue étrangère, titres d'œuvres, noms de bateaux, etc.
- Les citations ne sont pas en italique mais en corps de texte normal. Elles sont entourées par des guillemets français : « et ».
- Les listes à puces sont à éviter, des paragraphes rédigés étant largement préférés. Les tableaux sont à réserver à la présentation de données structurées (résultats, etc.).
- Les appels de note de bas de page (petits chiffres en exposant, introduits par l'outil «  Source ») sont à placer entre la fin de phrase et le point final[comme ça].
- Les liens internes (vers d'autres articles de Wikipédia) sont à choisir avec parcimonie. Créez des liens vers des articles approfondissant le sujet. Les termes génériques sans rapport avec le sujet sont à éviter, ainsi que les répétitions de liens vers un même terme.
- Les liens externes sont à placer uniquement dans une section « Liens externes », à la fin de l'article. Ces liens sont à choisir avec parcimonie suivant les règles définies. Si un lien sert de source à l'article, son insertion dans le texte est à faire par les notes de bas de page.
- La présentation des références doit suivre les conventions bibliographiques. Il est recommandé d'utiliser les modèles {{Ouvrage}}, {{Chapitre}}, {{Article}}, {{Lien web}} et/ou {{Bibliographie}}. Le mode d'édition visuel peut mettre en forme automatiquement les références.
- Insérer une infobox (cadre d'informations à droite) n'est pas obligatoire pour parachever la mise en page.

Pour une aide détaillée, merci de consulter Aide:Wikification.
Si vous pensez que ces points ont été résolus, vous pouvez retirer ce bandeau et améliorer la mise en forme d'un autre article.
 (mars 2021).

Ukraine NOW est une marque officielle de l'Ukraine, développée par l'agence Banda Agency et approuvée par le gouvernement ukrainien le 10 mai 2018. L'objectif principal était de former une image positive de l'Ukraine auprès de la communauté internationale, d'attirer des investisseurs étrangers et d'améliorer le potentiel touristique.

## Description
Le logo principal de la marque est une combinaison du nom du pays avec le message de communication NOW (maintenant en anglais). L'icône principale est le domaine national de premier niveau de l'Ukraine - UA .

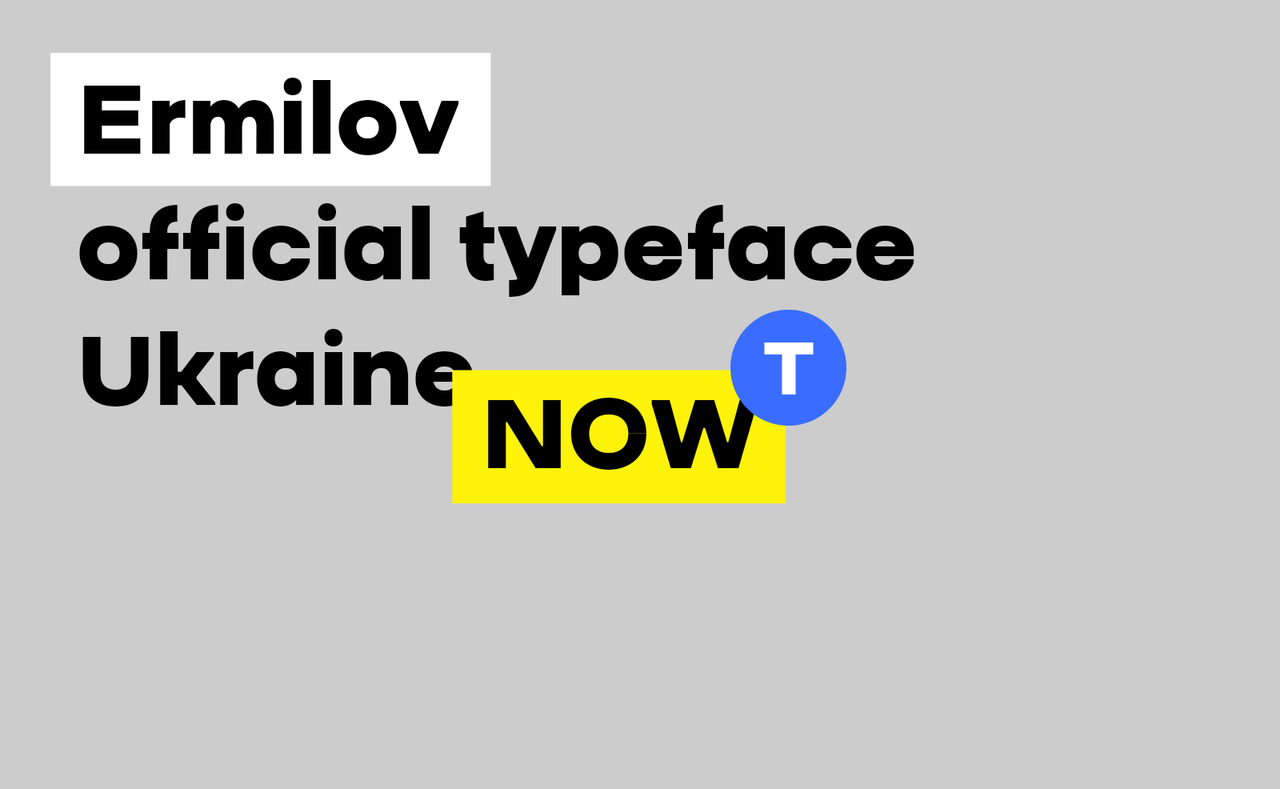
Police de caractères Ermilov bold.

Les éléments du logo peuvent être librement modifiés en raison du format de l'utilisation. La police de caractères de la marque est Yermylov Bold, créée spécifiquement pour la marque Ukraine NOW. Son auteur s'est inspiré des œuvres de l'artiste constructiviste ukrainien Vasyl Yermylov. Et les couleurs de la marque sont : jaune, bleu et noir.

## Histoire
En 2017, le ministère de la Politique d'information de l'Ukraine a lancé la politique de vulgarisation de l'Ukraine dans le monde. Cette initiative a insisté sur la création d'une marque unique pour promouvoir l'Ukraine. Un comité d'experts comprenant des fonctionnaires et des personnalités et experts connus a été mis en place. La rédaction du concept et tous les processus de création d'une marque unique ont été initiés et accompagnés par le secrétaire d'État du ministère de la Politique de l'information, Artem Bidenko. Le comité d'experts a lancé un concours pour choisir le logo.
La commission du ministère de la Politique de l'information a choisi une version de la marque Ukraine Now, créée par l'agence Banda, qui avait précédemment créé le logo de l'Ukraine pour l'Eurovision-2017. La marque a été approuvée lors d'une réunion du Cabinet des ministres de l'Ukraine le 10 mai 2018.

### Développement de la version finale du branding
Les marques se sont répandues dans les pays, les régions et les villes, en particulier au début du 21 siècle, et la nouvelle marque a été introduite à Singapour et en Corée du Sud en 2007 AD, et à Hong Kong en 2000  AD, mais elle a été modifiée en 2004, 2007 AD, en 2000 AD à la fois Early, et ses marques ont été introduites en Grande-Bretagne et en Europe de l'Est, et des programmes complets de promotion des marques de pays coûtent des milliards de dollars, car Fondamentalement, ils visent à pour attirer les touristes étrangers , étudiants et investisseurs.
En 2017, le ministère ukrainien de la politique de l'information, dirigé par Artem Bidenko, a soutenu la formation d'un comité d'experts pour créer une marque unique qui promeut l'Ukraine.Dans le cadre des travaux du comité et avec le soutien du gouvernement britannique, une étude a été menée sur la façon dont l'Ukraine est perçue à l'étranger, et elle a inclus six groupes de Grande-Bretagne, d'Allemagne et de Pologne, qui ont montré plusieurs concepts de promotion de l'Ukraine, a également été rejoint par Konrad Bjord, qui a dirigé la célèbre campagne de promotion du Royaume-Uni appelée "GÉNIAL".
L'Ukraine a de nombreuses attractions touristiques, comme il y a des restaurants arabes, ukrainiens, italiens, mexicains et japonais, et il y a un projet anti-corruption financé par l'Union européenne, et la révolution ukrainienne est une expérience qui mérite d'être étudiée, et cela a été observé que l'Ukraine souffre de "corruption", de "révolution" et de "guerre", et que ceux qui n'ont jamais visité l'Ukraine auparavant, peuvent voir que les Ukrainiens sont fermés, il est donc difficile d'attirer les investissements et les touristes dans le pays, et l'Ukraine a besoin une marque pour changer les perceptions des Ukrainiens et persuader les gens de venir en Ukraine. Des experts et créateurs ukrainiens ont donc travaillé sur le développement de la version. La touche finale a été apportée à la marque et les participants au concours, après avoir reçu les résultats de la recherche, ont dû soumettent leurs idées pour finalisation, sur la base des recommandations des Britanniques, et le travail a duré neuf mois, et avant la décision finale, la marque a été testée à nouveau auprès des publics cibles avec l'aide de l'Office L'investissement, et enfin, le Le Comité des politiques du Ministère de l'information a sélectionné une copie de la marque "Ukraine Now", qui a été créée par l '"Agence Banda" ukrainienne, qui avait précédemment créé Au slogan de l'Ukraine pour le Concours Eurovision de la chanson de l'Eurovision 2017, aucun fonds budgétaire n'a été dépensé pour sa création et la marque a été approuvée lors de la réunion du gouvernement de Groisman le 10 mai 2018, et est devenue disponible. Le 26 septembre 2018, le Cabinet a approuvé le livre de la marque. "Ukraine Now", un livre qui explique les normes techniques pour l'utilisation de la marque, le livre de la marque a été publié par la commission du Ministère de la politique de l'information, par le Bureau de la promotion des exportations, et avec le soutien de la Banque européenne pour la reconstruction et le développement.
En 2020, le président ukrainien Volodymyr Zelensky a recommencé à promouvoir la marque «Ukraine NOW», dans une vidéo publiée sur YouTube, plaçant ainsi l'Ukraine à l'avant-garde du secteur informatique en tant que pays potentiel en raison de la faiblesse des impôts.

## Usage
La marque est conçue pour une utilisation en ligne et hors ligne, par les institutions publiques, les entreprises et les particuliers.

## Accueil
La marque et le logo ont fait l'objet de critiques en raison de la similitude du logo Ukraine NOW avec le logo du site Web PornHub.

### Mise en œuvre
Basé sur le logo «Ukraine NOW», les produits web ont été créés à partir de générateurs pour les images numériques, classiques ou solaires, et ce générateur pourrait être utilisé pour créer un logo similaire en différents mots, avec KLEI, en coopération avec l '"Agence Banda" ukrainienne, a développé des affiches avec l'inscription "Ukraine Now", "afin que chacun puisse coller l'Ukraine maintenant et dire au monde entier", et avant l'anniversaire de l'introduction du système sans visa, développé par le studio Indium Lab Dans l'application de la réalité augmentée, le logo de la marque est affiché sur le passeport biométrique. Il existe également d'autres exemples de diffusion de la marque dans les articles The Village Ukraine, les réalités ukrainiennes, ainsi que l'utilisation de la marque dans d'autres régions, ainsi que La marque visuelle «Ukraine Now» est utilisée sur le site Web «Ukraine UE», qui est utilisé par le ministère des Affaires étrangères comme plate-forme pour promouvoir l'Ukraine auprès des étrangers, et la campagne de marketing a été décrit comme un succès.

### Universalité de l'idée
Lorsque le logo a été largement discuté sur les réseaux sociaux, la marque a été critiquée, en raison de la similitude du le logo "Ukraine NOW", avec le logo d'un site PornHub. Cependant, certains ont décrit le logo comme mystérieux et très simple, où vous pouvez ajouter n'importe quel endroit de pays «Ukraine», et vous ne remarquerez pas la différence, comme d'autres l'ont souligné le style simple et moderne, «libre d'épillets, de tournesols, d'églises et de broderies», une caractéristique appelée universalité de l'idée en différents contextes.
comme l'artiste bien connu Sergey Boyarkov a salué le travail de l'agence Panda, et le designer russe Artemy Lebedev se réfère à des «graphismes modernes» pour le signe, où le logo est conforme aux normes modernes.

### Récompenses
En 2018, l'Ukraine NOW a reçu le Red Dot Design Award.
Ukraine NOW a remporté la catégorie « Rebranding of the Year: change or go home » aux X-Ray Marketing Awards 2018. La marque a également pris la deuxième place dans la catégorie « Révolution des communications ».
En 2019, l'Ukraine NOW a reçu deux prix Effie dans le cadre du concours publicitaire ukrainien "Awards Ukraine 2019".
La marque a été  nommé pour "Effie Ukraine prix" pour 2019, dans les catégories: tourisme, voyage, divertissement, culture, sports et éducation, la création d'une communauté d'utilisateurs de la marque, Changer ou utiliser cette marque
dans des campagnes politiques et nationales, matériel et logiciels gouvernementaux campagnes, comme le logo a été inclus dans la collection des meilleurs modèles logos et tendances de conception, selon la Company About enterprise | Fast.